# 王志飞
王志飞（1965年3月20日—），北京人，中国大陆男演员。1984年考入中国铁路文工团，1987年毕业于中央戏剧学院。因在电视剧《突出重围》中扮演参谋唐龙而获得第一届中国金鹰电视艺术节“观众最喜爱男演员”（男配角）奖。 因在电视连续剧《大秦帝国》中扮演商鞅受到广泛关注。

## 个人生活
王志飞与前妻生有一子。2012年3月，王志飞宣布与相恋7年的女友张歆艺分手。2013年10月6日，他与33岁的女演员张定涵举办婚礼；2015年4月24日，张定涵产下一女婴。

## 影视作品

### 电视剧
- 1988年《好爸爸，坏爸爸》
- 1993年《北洋水师》 饰 萨镇冰
- 1994年《新书剑恩仇录》 饰 余鱼同
- 1995年《相约》
- 1996年《若男和她的儿女们》饰 李光辉
- 1996年《千秋英烈传》 饰燕丹 太子
- 1998年《今生情难还》饰 常小飞
- 1998年《五爱街》
- 1999年《刑警没有浪漫》饰 孙剑
- 1999年《突出重围》饰 唐龙
- 2000年《孙子兵法之孙武篇》饰 吴王阖闾
- 2000年《阴谋刺杀》
- 2000年《特工009 蜗牛行动》
- 2000年《豪门寡妇》  饰 梁甫华
- 2000年《上海秘密战》
- 2001年《魂断太平》 饰 李鸿章
- 2001年《妒忌》  饰 段大功
- 2001年《游戏规则》饰 沈尼青
- 2001年《蓝色较量》饰 方舟
- 2001年《导弹旅长》饰 何涛
- 2001年《暴风法庭》饰 童涛
- 2002年《雨夜惊情》饰 卫青
- 2002年《十三号摄影棚》饰 马建
- 2002年《最后的棚户人家》饰 余恩
- 2002年《救赎I》 饰 丁乔
- 2003年《人证》 饰 陈世迅（王天成）
- 2003年《真相的背后》 饰 高飞
- 2003年《1.2亿》 饰 李小路
- 2003年《双枪老太婆》 饰 闵加林
- 2003年《这里盛产金苹果》饰 蒲校长
- 2003年《和你在一起》 饰 江国华
- 2003年《沉默的证人》  饰 陈俊威
- 2003年《案发现场》  饰 陈冰
- 2004年《英雄泪》 饰 钟离剑
- 2004年《谁为爱情买单》饰 孔繁荣
- 2004年《北京，我的爱》 饰 总经理
- 2004年《傻小李元霸》 饰演杨广（隋炀帝）
- 2005年《爱情二十年》 饰 杜志民
- 2005年《无国界行动》饰 沙海
- 2005年《风吹云动星不动》 饰 钮五阳
- 2005年《龙虎人生》 饰 杜松山
- 2005年《快乐星球2》 饰 叶教练
- 2005年《女人香》 饰 赵明宇
- 2006年《高纬度战栗》  饰 邵长水
- 2006年《大秦帝国》饰 商鞅
- 2006年《保姆》 饰 秦可天
- 2007年《拯救之非常地带》 饰 苏克
- 2007年《文化站长》  饰 张书记
- 2007年《撞车》  饰 朱刚
- 2007年《十万人家》 饰 沈万家
- 2008年《秘密图纸》  饰 陈亮
- 2008年《派出所的故事》 饰 杨林
- 2008年《天地有爱》 饰 雷力扬 (未播映)[來源請求]
- 2008年《苏菲的供词》
- 2014年《步步驚情》
- 2014年《婚战》
- 2015年《致命行动》
- 2015年《决杀》 饰 欧阳尊
- 2015年《婚姻时差》
- 2015年《重组家庭》 饰 温树平
- 2016年《再见，老婆大人》 饰 黄松宁
- 2016年《安居》 饰  张家旗
- 2016年《田教授和贤教授》饰  贤锋
- 2017年《深流》(原名:大上海1931)饰  李华英
- 2017年《花儿与远方》饰 刘北伐
- 2018年《陽光下的法庭》饰 杨振华
- 2019年《皓鑭傳》饰 赵孝成王
- 2019年《东宫》饰  高于明
- 2019年《我愛你，這是最好的安排》饰 宋天明
- 2020年《最美逆行者》 饰 華院長
- 2020年《跨过鸭绿江》饰 聂荣臻
- 2021年《风暴舞》饰 李国良
- 2021年《大浪淘沙》饰 陈父
- 2021年《中流击水》饰 陈独秀
- 2021年《扫黑风暴》饰 高明远
- 2022年《好好說話》飾 关庆年
- 2022年《幸福到萬家》飾 亞妮爸(客串)
- 2022年《玫瑰之战》饰 李大为
- 2023年《打开生活的正确方式》饰 廖為智
- 2023年《战火中的青春》(2019年拍攝) 饰 蒋梦麟 (客串)
- 2023年《平凡之路》饰 左大建
- 2023年《潜行者》饰 老趙
- 2023年《有盼头》(2018年拍攝) 饰 林槡
- 2023年《非凡医者》饰 潘文斌
- 2023年《鲲鹏击浪》饰 蔡元培 (客串)
- 2024年《前途无量》饰 陈行远
- 2025年《三叉戟2》饰 周茂
- 2025年《掌心》(網絡劇)饰 伍由敬
- 2025年《煮海》(2010年拍攝) 饰 范旭东
- 2025年《浴血荣光》饰 朱德
- 待播中《人间春色》饰 何俊华
- 待播中《剥茧》(網絡劇) 饰 吴永昌
- 待播中《疯狂的黑鱼》(網絡劇)

### 电影
| 年度   | 电影             | 角色         | 备注     |
| ------ | ---------------- | ------------ | -------- |
| 1995   | 舞女             |              |          |
| 1990   | 地狱山庄         |              |          |
| 1990   | 东方第一刺客     | 吴怀远       | 军统特务 |
| 1993   | 中国人           |              |          |
| 2007   | 暮鼓晨钟         | 章明         | 厂长     |
| 2011   | 戒烟不戒酒       | 赵总         |          |
| 2012   | 雨中的树         | 基层组织部长 |          |
| 2014   | 黄金时代         | 周作人       |          |
| 2017   | 建军大业         | 蒋光鼐       |          |
| 2017   | 二次初恋         | 路建国       |          |
| 2018   | L風暴            |              |          |
| 2019   | 老师·好          |              | 友情出演 |
| 2019   | 古田军号         | 朱德         |          |
| 2019   | 烈火英雄         | 江大军       |          |
| 2019   | 一切如你         |              |          |
| 2021   | 唐人街探案3      | 莊偉華       |          |
| 2021   | 红船             | 陈独秀       |          |
| 2021   | 盛夏未来         | 陈浩森       |          |
| 2021   | 梅艷芳           | 船長         |          |
| 2021   | 跨过鸭绿江       | 聂荣臻       |          |
| 2023   | 志愿军：雄兵出击 | 聂荣臻       |          |
| 待上映 | 爆裂点           |              |          |
| 待上映 | 四渡             |              |          |
| 待上映 | 1840             |              |          |

## 奖项
- 2008年 第八届数字电影百合奖优秀男演员（《暮鼓晨钟》）
- 2013年 国剧盛典 觀眾喜愛的男配角
- 2014年 第13届华鼎奖 全国观众最喜爱的影视明星
- 2019年第三十二届金鸡奖最佳男配角

## 外部連結
- 王志飞的新浪微博（简体中文）
- 王志飞在互联网电影资料库（IMDb）上的資料（英文）
- 王志飞在香港影庫上的簡介
- 王志飞在豆瓣上的资料（简体中文）
- 王志飞在时光网上的簡介（简体中文）
- 东方影视人物资料-王志飞